# مولان ۲
مولان ۲ (انگلیسی: Mulan II) فیلمی ماجراجویانه و موزیکال در سبک پویانمایی محصول سال ۲۰۰۴ ایالات متحده است که به‌صورت مستقیم برای نمایش خانگی منتشر شد. این فیلم توسط والت دیزنی پیکچرز و استودیو دیزنی‌تون تهیه و از سوی بونا ویستا هوم اینترتینمنت پخش شده‌است. کارگردانی این فیلم بر عهدهٔ دارل رونی و لین ساترلند (که نخستین تجربهٔ کارگردانی‌اش را رقم می‌زد) و تهیه‌کنندگی بر عهدهٔ جنیفر بلوم بود. فیلم‌نامه را مایکل لاکر، کریس پارکر و راجر اس. اچ. شالمن نوشته‌اند.
این فیلم دنباله‌ای است بر انیمیشن بلند سال ۱۹۹۸ مولان از والت دیزنی. موسیقی متن را جوئل مک‌نیلی ساخته و رهبری کرده، و ترانه‌های اصلی نیز به قلم آهنگساز جنین تسوری و ترانه‌سرا الکسا جونگ هستند. بسیاری از صداپیشگان فیلم نخست بازگشته‌اند، به‌جز ادی مورفی (موشو)، میریام مارگولیس (زن خواستگارگیر)، جیمز هانگ (چی-فو)، کریس سندرز (سگ خانگی) و متئو وایلدر (صدای آواز لینگ). این نقش‌ها به‌ترتیب با مارک موزلی، آوریل وینچل، فرانک وِلکر و دیگران جایگزین شدند، و گد واتانابه در این قسمت خودش آوازخوانی کرده‌است.
در مولان ۲، اکنون جنگ با دشمنان پایان یافته و جنرال شانگ از مولان درخواست ازدواج کرده است اما مغول‌ها همچنان در صدد حمله به چین هستند و نداشتن نیروی نظامی کافی در چین برای مبارزه با مغول‌ها آن‌ها را به فکر اتحاد با کشورهای همسایه واداشته است که این اتحاد هزینه‌هایی برای کشور چین و سه پرنسس آن خواهد داشت.
در مولان ۲، فا مولان و نامزد تازه‌اش، ژنرال لی شنگ، مأموریتی ویژه دارند: اسکورت سه شاهدخت امپراتور به سوی قلمرو کِوی گونگ برای ازدواج سیاسی. در این میان، موشو برای حفظ مقام روح نگهبان خود، تلاش می‌کند رابطهٔ آن دو را به‌هم بزند. داستان فیلم با موضوعاتی چون ازدواج از پیش تعیین‌شده، وفاداری، روابط انسانی، انتخاب، اعتماد و عشق حقیقی سروکار دارد.
این فیلم در ۲۸ دسامبر ۲۰۰۴ به‌صورت نمایش خانگی در آمریکا منتشر شد. برخلاف قسمت نخست که تحسین منتقدان را برانگیخت، مولان ۲ نقدهای منفی دریافت کرد.

## داستان
یک ماه پس از شکست دادن هون‌ها، موشو که دوباره جایگاه نگهبان خانوادگی‌اش را به‌دست آورده، از این موقعیت لذت می‌برد؛ هرچند که اجداد خانوادهٔ فا از این موضوع خرسند نیستند. ژنرال لی شنگ از مولان درخواست ازدواج می‌کند و مولان با خوشحالی می‌پذیرد. در ابتدا موشو نیز از این نامزدی خوشحال است، اما اجداد به او هشدار می‌دهند که اگر مولان با شنگ ازدواج کند، اجداد خانوادهٔ شنگ نگهبان او خواهند شد و موشو مقامش را از دست خواهد داد.
در همین زمان، امپراتور، مولان و شنگ را احضار کرده و به آن‌ها دربارهٔ تهدید مغول‌ها علیه چین امپراتوری هشدار می‌دهد. برای مقابله، امپراتور تصمیم دارد با قلمرو کِوی گونگ اتحاد برقرار کند و سه دخترش، تینگ‌تینگ، می، سو، را به همسری شاهزادگان کِوی گونگ درآورد. او مأموریت محافظت از شاهزاده‌خانم‌ها را به مولان و شنگ می‌سپارد. با وجود نارضایتی از ازدواج از پیش تعیین‌شده، مولان این مأموریت را می‌پذیرد.
مولان، شنگ، و سه یار وفادارشان—یائو، لینگ و چیئن-پو—همراه سه شاهدخت راهی سفر می‌شوند. موشو، که بیم از دست دادن جایگاهش را دارد و فکر می‌کند مولان و شنگ با هم ناسازگارند، آن‌ها را در سفر همراهی می‌کند تا رابطه‌شان را خراب کند. کری‌-کی نیز تلاش دارد جلو او را بگیرد. موشو با ترفندهای مختلف سعی می‌کند این دو را از هم دور کند، و در این مسیر به‌طور تصادفی ارابهٔ شاهدخت‌ها را نابود می‌کند. حالا گروه باید پیاده سفر کنند و همین باعث اختلافاتی میان مولان و شنگ بر سر مسیر و مسئولیت‌ها می‌شود. موشو از این فرصت استفاده می‌کند تا شنگ را متقاعد کند که مولان از او خسته شده‌است، و بدین ترتیب تنش میان آن دو بیشتر می‌شود.
در همین حال، سه شاهدخت به یائو، لینگ و چیئن-پو دل می‌بازند. آن‌ها تصمیم می‌گیرند به نصیحت مولان گوش دهند و به ندای قلبشان عمل کنند. شب‌هنگام، این سه جوان شاهزاده‌خانم‌ها را به روستایی در نزدیکی می‌برند و عشقشان را اعتراف می‌کنند. مولان آن‌ها را دنبال می‌کند و خوشحال می‌شود که شاهدخت‌ها از دل پیروی کرده‌اند. موشو، شنگ را بیدار کرده و او را به‌دنبال گروه می‌فرستد. شنگ با دیدن آن‌ها به‌شدت خشمگین می‌شود و به همه یادآور می‌شود که وظیفه‌شان را فراموش کرده‌اند. میان مولان و شنگ مشاجره‌ای شدید درمی‌گیرد و آن‌ها تصمیم می‌گیرند که با یکدیگر ناسازگارند و از هم جدا می‌شوند.
گروه به منطقه‌ای پرخطر وارد می‌شود که پر از راهزن است. موشو که متوجه می‌شود جدایی این دو مولان را غمگین‌تر کرده، احساس عذاب وجدان کرده و به کارهایش اعتراف می‌کند. مولان از او دلگیر می‌شود اما انگیزه می‌گیرد تا رابطه‌اش با شنگ را ترمیم کند. گروه مورد حملهٔ راهزنان قرار می‌گیرد که قصد ربودن شاهدخت‌ها را دارند. گرچه آن‌ها نجات می‌یابند، اما مولان و شنگ روی پلی شکسته گرفتار می‌شوند. شنگ، برای نجات مولان، خود را به دره پرت می‌کند. مولان، دل‌شکسته، تصمیم می‌گیرد دیگر شاهدخت‌ها را مجبور به ازدواج نکند و به تنهایی راهی کِوی گونگ می‌شود.
او نزد لرد چین، فرمانروای کِوی گونگ، می‌رود و دروغ می‌گوید که شاهدخت‌ها در مسیر کشته شده‌اند و خود را جای آن‌ها پیشنهاد می‌کند. لرد چین می‌پذیرد و مراسم ازدواج میان مولان و شاهزاده جیکی ترتیب داده می‌شود.
در همین زمان، شنگ که زنده مانده‌است، همراه دوستانش و سه شاهدخت به‌سوی کِوی گونگ می‌روند. شنگ مراسم ازدواج را قطع کرده و اعتراف می‌کند که مولان درست می‌گفت و باید دل را دنبال کرد. برای نجات مولان و شنگ از دست نیروهای لرد چین، موشو خود را به‌جای اژدهای بزرگ اتحاد جا می‌زند و لرد چین را مجبور می‌کند با امپراتور متحد شود، در حالی‌که به مولان و شنگ اجازهٔ ازدواج می‌دهد و شاهدخت‌ها را نیز از پیمان زناشویی آزاد می‌کند.
مدتی بعد، مولان و شنگ در روستای مولان ازدواج می‌کنند. موشو هم که با از دست دادن مقامش کنار آمده بود، متوجه می‌شود که شنگ معابد خانوادگی را با هم ادغام کرده و او می‌تواند همچنان نگهبان باقی بماند. هنگام جشن، موشو ناخواسته خود را به شنگ و مولان نشان می‌دهد، اما شنگ غافلگیر نمی‌شود؛ چراکه مولان پیش‌تر همه چیز را به او گفته بود. در پایان، شنگ و مولان همدیگر را در آغوش می‌گیرند و موشو، شاد از بازگشت به مقامش، از ته دل خوشحال است.